# Verleihung des Nestroy-Theaterpreises 2006
Die Nestroyverleihung 2006 war die siebente Verleihung des Nestroy-Theaterpreises und fand am 25. November 2006 im Theater in der Josefstadt statt. Von den Gewinnern in den insgesamt 11 Kategorien, wurden 4 schon im Vorfeld bekannt gegeben, die restlichen 7 wurden erst bei der Verleihungs-Gala verlautbart.
Als Moderatoren der Gala fungierten Michael Maertens und Nicholas Ofczarek.

## Ausgezeichnete & Nominierte 2006
| Meiste Nestroys:      | Höllenangst (3 Nestroys)      |
| Meiste Nominierungen: | Höllenangst (4 Nominierungen) |

Anmerkungen: Es sind alle Nominierten des Jahres angegeben, der Gewinner steht immer zuoberst. Die Verleihung des Nestroy 2006, bezieht sich auf die Theatersaison 2005/06.

### Beste deutschsprachige Aufführung
Höllenangst von Johann Nestroy – Inszenierung: Martin Kušej – Salzburger Festspiele/Burgtheater
dunkel lockende welt von Händl Klaus – Inszenierung: Sebastian Nübling – Münchner Kammerspiele
Hedda Gabler von Henrik Ibsen – Inszenierung: Thomas Ostermeier – Schaubühne am Lehniner Platz

### Beste Regie
Karin Beier – Kleinbürger – Akademietheater/Burgtheater
David Bösch – Viel Lärm um Nichts – Salzburger Festspiele/Thalia Theater
Christiane Pohle – Die versunkene Kathedrale – Akademietheater/Burgtheater

### Beste Ausstattung
Martin Zehetgruber – Höllenangst – Salzburger Festspiele/Burgtheater
Katrin Brack – Tartuffe – Salzburger Festspiele/Thalia Theater
Lena Kvadrat – De Lady in de Tutti Frutti Hat – Künstlerhaus Wien

### Beste Schauspielerin
Edith Clever – Schlaf (Die ältere Frau) – Akademietheater/Burgtheater
Judith Hoffmann – Viel Lärm um Nichts (Beatrice) – Salzburger Festspiele/Thalia Theater
Christiane von Poelnitz – Kleinbürger (Tatjana) – Akademietheater/Burgtheater

### Bester Schauspieler
Nicholas Ofczarek – Höllenangst (Wendelin) – Salzburger Festspiele/Burgtheater
Michael Maertens – Arsen und Spitzenhäubchen (Mortimer) – Akademietheater/Burgtheater
Joachim Meyerhoff – Schauspielerische Gesamtleistung in der Saison 2005/06 – Akademietheater/Burgtheater

### Beste Nebenrolle
Gertrud Roll – Bei Einbruch der Dunkelheit (Gräfin) – Stadttheater Klagenfurt
Dietmar König – Die versunkene Kathedrale (Oberarzt) – Akademietheater/Burgtheater
Caroline Peters – Höllenangst (Rosalie) – Salzburger Festspiele/Burgtheater

### Bester Nachwuchs
Nuran David Çalış – Die Räuber (Regie) – Volkstheater (Wien)
Florian Carove – Bunbury (Gwendolen) – Theater in der Josefstadt
Silvia Meisterle – Miranda im Spiegelland (Miranda) – Theater der Jugend

### Beste Off-Produktion
Projekttheater Vorarlberg How much, Schatzi? von H.C. Artmann

### Bestes Stück – Autorenpreis
Die versunkene Kathedrale – Gert Jonke – Akademietheater/Burgtheater

### Spezialpreis
Dietmar Pflegerl (scheidender Intendant) – Stadttheater Klagenfurt

### Lebenswerk
Walter Schmidinger